# Shamsha
Shamsha o Shimshupa, també anomenat Kadamba i Kadabakola és un riu de Karnataka, afluent del Kaveri. Neix a 13° 25′ N, 77° 15′ E / 13.417°N,77.250°E prop de Deveray-durga, i corre en direcció sud fins a trobar el Kaveri just després de les cascades de Sivasamudaram. Hi ha diversos embassaments al llarg del seu recorregut.